# Сергей Барбарез
Сергей Барбарез (на босненски Sergej Barbarez) е босненски футболист, роден на 17 септември 1971 г. в Мостар. Играе като нападател или атакуващ полузащитник, но му се е случвало да играе и като плеймейкър и защитник. В родината си два пъти е избиран за футболист на годината и веднъж за спортист на годината.

## Кариера
Като малко дете роденият в семейство на босненски сърбин и бошнячка Барбарез не се интересува много от футбол, въпреки че баща му и дядо му са футболисти. За сметка на това тренира баскетбол и лека атлетика. Започва да рита със съучениците си когато е на 11 години. През 1984 г. се записва да тренира във Вележ, а шест години по-късно подписва професионален договор. Скоро след това отбива военната си служба, след което се завръща в отбора и доиграва останалите три месеца от есенния полусезон.
Малко преди Коледа посещава чичо си в Германия, който му урежда да се яви на проби в дублиращия състав на Хановер. Треньорът на Франк Пагелсдорф е очарован от качествата на Барбарез и футболистът остава в Германия. Няколко месеца след това — през април — в Босна избухва войната в Босна и бащата и сестрата на Сергей също отиват в Хановер, докато майка му остава в Босна до края на войната. В Хановер Барбарез записва мачове и за А отбора, с който през 1992 г. печели Купата на Германия. Той обаче не играе във финалния мач.
През лятото на 1993 Барбарез преминава в Унион Берлин, където отново играе под ръководството на Франк Пагелсдорф. Там той е един от най-добре представящите се играчи в отбора, който печели промоция за Втора Бундеслига. За нещастие на берлинчани обаче лицензът им е отнет заради натрупани дългове. По-късно, през 1996 г. Барбарез е продаден на Ханза Рощок, където от 1994 треньор е Пагелсдорф. След добри игри няколко от топотборите искат да го купят и през 1998 г. босненецът преминава в Борусия Дортмунд.
В Дортмунд Барбарез е пренебрегван от треньора Михаел Скибе и преживява най-тежките моменти в кариерата си. Въпреки че наследникът на Скибе, Удо Латек показва, че разчита на него, след като заявява, че той е най-добрият футболист, който е виждал, Барбарез решава да започне на чисто и през 2000 г. преминава в Хамбургер. Това е четвъртият му отбор, в който треньор е Франк Пагелсдорф. Босненецът веднага се превръща в една от звездите на Бундеслигата и с 22 гола си поделя голмайсторския приз с Ебе Санд от Шалке. И в следващите години той е може би най-важният играч в отбора. През сезон 2005/2006 е с основен пренос за третото място в класирането.
Още през зимната пауза на сезона ръководството на отбора започва да води преговори за продължаване на договора на Барбарез, който изтича през лятото. Двете страни обаче не успяват да постигнат споразумение, след като на футболиста е предложено намаляване на годишната заплата с 800 000 евро. Преговорите се водят до последно, като треньорът Томас Дол и много от играчите се застъпват за Барбарез. В крайна сметка Сергей пременава в Байер Леверкузен, а в едно интервю заявява, че от самото начало ръководството не е искало да го задържи и е водило преговори за нов договор колкото да заблуди обществеността.
За националния отбор дебютира през 1998 г. срещу Аржентина. В известен период от време е капитан на отбора. През октомври 2005 г. прекратява кариерата си в националния отбор след скандал с ръководството на федерацията, но след като някои от другите ключови играчи го подкрепят и също напускат отбора, Барбарез се връща в отбора, за да се върнат и те. През октомври 2006 отново слага край на кариерата си.

## Отличия
- Двукратен Футболист на Босна и Херцеговина: 2001 и 2003
- Спортист на Босна и Херцеговина: 2005
- Голмайстор на Бундеслигата: 2000/2001
- Мъж на годината в Босна и Херцеговина: 2005
- В Мостар на него е кръстена улица.